# Battaglia di Forino
La battaglia di Forino fu combattuta nel 663 a Forino tra l'esercito bizantino comandato dal generale Saburro e l'esercito del ducato longobardo di Benevento comandato dal duca Romualdo, figlio del re longobardo Grimoaldo. La vittoria longobarda segnò la fine del tentativo di riconquista dell'Italia meridionale da parte dell'imperatore Costante II.

## Contesto storico

I domini longobardi alla morte di Rotari (652)

L'imperatore bizantino Costante II, forse perché odiato dalla popolazione di Costantinopoli per aver ucciso il fratello Teodosio (la popolazione cominciò a chiamarlo "caino"), decise di lasciare la capitale per stabilire la propria residenza in Italia, desideroso di strapparla ai Longobardi.
Sbarcato a Taranto, nonostante la predizione avversa di un indovino tarantino, Costante II decise di aggredire il ducato di Benevento. L'assedio a Benevento tuttavia fallì per l'arrivo del re dei Longobardi Grimoaldo, accorso in aiuto del figlio e duca di Benevento Romualdo. Dopo aver subito un'altra sconfitta presso Pugna per opera del conte di Capua Mitola, Costante arrivò a Napoli.

## Casus belli
L'iniziativa della battaglia fu presa da Saburro, "ottimate" del seguito di Costante II, che chiese ventimila uomini all'imperatore con la promessa di affrontare e sconfiggere Romualdo. A Benevento era già giunto re Grimoaldo il quale, non appena saputo che Saburro aveva posto l'accampamento a Forino, si accinse a muovere contro di lui; il giovane duca suo figlio, tuttavia, chiese e ottenne di poter scendere in battaglia personalmente, con una parte dell'esercito regio.
La posizione di Forino ha però indotto alcuni storici a interpretare diversamente il significato della battaglia: trattandosi di una località posta sui confini del ducato beneventano, sulla via Napoli-Nola-Avellino, avrebbe più verosimilmente ospitato uno scontro di frontiera o di contenimento di una puntata offensiva da parte beneventana.

## Forze in campo
Paolo Diacono riporta in forma dubitativa la consistenza dell'esercito di Saburro, richiamando una tradizione che la faceva ammontare a ventimila uomini; si trattava comunque soltanto di una parte dell'esercito imperiale. Non fornisce invece indicazioni precise sul contingente longobardo, salvo precisare anche in questo caso che si trattava di una parte dell'esercito di Grimoaldo.

## Fasi del conflitto
L'unica descrizione del conflitto è quella offerta da Paolo Diacono nella sua Historia Langobardorum:
(Paolo Diacono, Historia Langobardorum, V, 10)
Il nome di Amalongo appare di origine gotica, mentre il contus era un'arma di origine sarmatica, una lancia pesante fatta per essere maneggiata a due mani da cavallo. Presso i popoli germanici, e i Longobardi in particolare, era un simbolo regio: la sua presenza sul campo, nonostante l'assenza del sovrano, fa della battaglia di Forino una battaglia regale e non una semplice scaramuccia.

## Conseguenze
Svanita ogni possibile speranza di riconquista dell'Italia, Costante si recò prima a Roma e poi a Siracusa, dove pose la residenza imperiale. Per il mantenimento della corte alzò di molto le tasse esasperando gli abitanti del luogo, molti dei quali preferirono trasferirsi a Damasco, nonostante fosse una città musulmana, piuttosto che pagare così tante tasse. Alla fine Costante II venne ucciso a Siracusa nel 668 mentre faceva il bagno.
Romualdo dopo la battaglia di Forino strappò ai Bizantini vari territori tra cui Taranto, riducendo i possedimenti imperiali in Puglia.